# 函館駅
函館駅（はこだてえき）は、北海道函館市若松町にある北海道旅客鉄道（JR北海道）函館本線の駅である。駅番号はH75。事務管理コードは▲140101。
本項では、函館市企業局交通部（函館市電）の函館駅前停留場（はこだてえきまえていりゅうじょう）についても記載する。

## JR北海道 函館駅

### 乗り入れ路線
函館本線の単独駅かつ起点駅であるが、1駅隣の五稜郭駅から分岐する道南いさりび鉄道線の列車が全て当駅発着で運転されており、事実上2路線の列車が利用できる。

#### 利用可能な優等列車
- 特急「北斗」（函館駅 - 札幌駅）
- 快速「はこだてライナー」（函館駅 - 新函館北斗駅）

### 歴史
- 1902年（明治35年）12月10日：北海道鉄道の函館駅（初代）が開業[5]。
- 1904年（明治37年）
  - 7月1日：函館駅（2代目）が開業（一般駅）[5]。なお、初代の函館駅は亀田駅と改称[5]。
  - 11月：構内岸壁に艀用桟橋と荷揚場設置[6]。桟橋待合所設置[6]。
- 1907年（明治40年）
  - 7月1日：鉄道国有法（国有化）により、帝国鉄道庁（国有鉄道）の駅となる。
  - 10月1日：日本郵船の青函航路と連絡するため、当駅附属の船車連絡待合室を設置[6]。
- 1908年（明治41年）
  - 3月7日：帝国鉄道庁直営の青函連絡航路（青函連絡船）が開設され、比羅夫丸が就航[6]。
  - 12月15日：東浜町に出札所を開設[7]。
- 1909年（明治42年）10月12日：国有鉄道線路名称制定に伴い、函館本線の駅となる。
- 1910年（明治43年）
  - 3月10日：日本郵船の青函航路廃止[6]。
  - 3月14日：連絡船貨物取扱のため船場町に貨物取扱所設置[6]。
  - 12月15日：連絡船横付け用の函館桟橋（長さ347m、幅10m、木造）を若松町地先に設置し供用開始[6]。
- 1911年（明治44年）
  - 4月1日：函館工場設置[6]。
  - 8月29日：亀田駅廃止[5]。
- 1912年（大正元年）：北海瓦斯会社（現・北海道ガス）函館工場開設に伴い専用線敷設。
- 1913年（大正2年）5月4日：函館大火により駅舎が類焼[6]。
- 1914年（大正3年）12月10日：駅舎改築[6]。
- 1915年（大正4年）
  - 6月：第1船入澗設置[6]。
  - 6月16日：青函連絡船との接続を図るため、函館駅からやや離れていた函館桟橋上の連絡船の接岸場所付近に待合所（6月1日新設、それまでの船車連絡待合所は廃止）と函館桟橋仮乗降場（はこだてさんばしかりじょうこうじょう）を設置[5]。連絡船との接続列車のみ入線し、運賃計算上は函館駅と同一とされた[6]。
- 1917年（大正6年）6月30日：船場町の貨物取扱所廃止[6]。
- 1921年（大正10年）
  - 7月7日：第2,第3船入澗設置[6]。
  - 8月20日：東浜町出札所を廃止[7]。
- 1922年（大正11年）6月15日：函館工場を五稜郭へ移転し、五稜郭工場と改称[6]。
- 1924年（大正13年）
  - 月日不明 ：線路移設により、北海瓦斯会社函館工場への専用線を五稜郭駅へ移管。
  - 9月1日：五稜郭 - 当駅間の線路を海岸寄りに移設[6]。
  - 10月1日：青函連絡船用の木造桟橋を廃止[6]。
  - 10月2日：若松埠頭の青函連絡船係留用岸壁の一部供用開始[6]。
  - 10月4日：函館桟橋連絡待合所をコンクリート3階建てに改築し、函館桟橋駅として使用開始[6]。函館駅 - 函館桟橋駅間（0.29km）延長、および函館桟橋駅が起点駅となる[8]。
- 1925年（大正14年）
  - 7月：青函連絡船の可動橋を備えた若松埠頭係留用岸壁（第1、第2岸壁）が完成[6]。
  - 8月1日：青函連絡船の直接貨車航送が開始[6]。
- 1927年（昭和2年）：海岸町B区岸壁（若松町舟入澗）に函館駅所轄臨港鉄道・市営第一専用側線 (844m) を敷設[9]。
- 1930年（昭和5年）10月1日：函館桟橋駅の発着時刻が時刻表の表記を函館駅発着に統一[6]。
- 1938年（昭和13年）
  - 月日不詳：海岸町A区岸壁（万代町舟入澗）に函館駅所轄臨港鉄道・市営第二専用線 (2,643m) を敷設[9]。
  - 1月18日：3代目駅舎が失火により全焼し[6]、駅舎新築までは函館桟橋駅にて営業。
  - 6月5日：仮駅舎設置[7]。
- 1941年（昭和16年）7月：4代目駅舎着工、当初3階建てを予定も太平洋戦争の激化に伴い2階建てに縮小[10]。
- 1942年（昭和17年）
  - 12月20日：4代目駅舎が落成[6]。
  - 12月27日：函館本線当駅 - 五稜郭駅間が複線化[11]。
- 1944年（昭和19年）2月1日：函館桟橋駅の出札および発送手小荷物を函館駅に統合する[6]。
- 1945年（昭和20年）
  - 7月14日：米海軍機動部隊の攻撃を受け[7]、3番線起点や桟橋待合室などに被災、防空壕内の鉄道郵便局員ら25名が死亡[12]。
  - 12月[13]：GHQの専用列車のため0番線設置[6]。
- 1946年（昭和21年）10月14日：函館桟橋駅戦災復旧工事を開始[6]。
- 1949年（昭和24年）6月1日：日本国有鉄道法施行に伴い、日本国有鉄道（国鉄）に事業を継承。
- 1953年（昭和28年）
  - 4月5日：函館桟橋駅の出札再開に伴い、本州方面の乗車券発券を函館駅から同所へ変更[6]。
  - 4月15日[7]：駅舎正面に直径2.2mの大時計を設置、港の海をイメージした青い配色で当初は根上義雄作曲による時報オルゴールも併設されていた[10]。
- 1954年（昭和29年）9月26日：洞爺丸事故が発生[7]。
- 1955年（昭和30年）：函館埠頭（後の中央埠頭）埋立工事に伴い、函館駅所轄臨港鉄道・埠頭専用線 (1,088m) を敷設[9]。
- 1960年（昭和35年）12月：客留線増設工事を着工。第3船入澗埋立および客車留置線群を延長[14]。
- 1961年（昭和36年）：駅旅行サービスセンター設置[7]。
- 1962年（昭和37年）
  - 3月：客留線増設工事が竣工[14]。
  - 7月：駅改良工事を着工。構内本線複線化、第2船入澗埋立および航送留置線の増設、気動車検修設備をそれぞれ増設[14]。
- 1965年（昭和40年）10月：車両基地増設工事を着工。機関車庫を五稜郭へ移設し、跡地に客車用交検庫・修繕庫および総合事務所を設置するとともに、客車留置線群を増設[14]。
- 1966年（昭和41年）3月：駅改良工事が竣工[14]。
- 1968年（昭和43年）
  - 5月16日：十勝沖地震により桟橋待合所、第2岸壁が大きく損傷[6]。
  - 12月1日：待合所を改築するとともに出札を函館駅に統合し、函館桟橋駅を廃止[6]。
- 1971年（昭和46年）3月：車両基地増設工事が竣工[14]。
- 1977年（昭和52年）3月?：函館運転所設備増強工事を着工。第1船入澗埋立および仕訳線を増設、洗浄仕業庫を設置[14]。
- 1978年（昭和53年）5月31日：赤帽業務廃止[7]。
- 1979年（昭和54年）3月?：函館運転所設備増強工事が竣工[14]。
- 1980年（昭和55年）10月1日：コンテナ貨物・車扱貨物の取扱いを廃止[6]。
大沼街道沿いに2面2線のコンテナホームや有蓋車用車扱ホームが存在していた。
- 1985年（昭和60年）6月27日：津軽海峡線電化工事着工[7]。
- 1986年（昭和61年）11月1日：荷物・専用線発着の車扱貨物の取扱いを廃止（旅客駅となる）[6]。
中央埠頭へ続く函館市営公共臨港線や、日清製粉函館工場へ続く専用線が存在していた。
- 1987年（昭和62年）
  - 1月31日：桟橋乗船口改札廃止[7]。
  - 2月1日：新跨線橋使用開始[6]。
  - 3月31日：貨物の取り扱いを書類上再開（貨物列車設定なし）。
  - 4月1日：国鉄分割民営化により、北海道旅客鉄道（JR北海道）・日本貨物鉄道（JR貨物）の駅となる[6]。
- 1988年（昭和63年）
  - 3月13日：青函トンネル開通に伴い、青函連絡船廃止[6]。函館本線の当駅 - 五稜郭駅間が電化（交流20,000V・50Hz）。これに伴い、開業以来初めて北海道と本州とを結ぶ列車が青函連絡船に代わり当駅にも発着するようになった。
  - 6月3日：青函連絡船の暫定運航開始。
  - 9月19日：青函連絡船の暫定運航終了。
- 1990年（平成2年）
  - 3月10日：増発や「海峡」「北斗星」の長編成化に対応すべく機回し線副本1番線を本線に格上げ、新5番線ホームの使用を開始[15]。
  - 11月：ホームでの発車ベルを廃止[16]。
  - 12月1日：特急・快速列車発車時の発車メロディとしてJR社員作曲のメロディを使用開始。当時の駅長が「旅立ちの鐘」と命名、北海道で唯一の発車メロディー[16]。
- 1992年（平成4年）3月14日：7,8番線使用開始[6]。
- 1999年（平成11年）12月11日：自動改札機使用開始[6][17]。
- 2000年（平成12年）
  - 5月：5代目駅舎着工[18]。
- 2001年（平成13年）
  - 8月26日：新4番ホーム使用開始[6]。
  - 9月27日：0番線廃止[6]。
- 2002年（平成14年）
  - 1月31日：1,2番線廃止[6]。
  - 3月9日：0番線 - 2番線および1番、2番ホーム撤去[6]。
  - 4月1日：JR貨物の駅が廃止され、貨物の取り扱いを終了（実際の取扱実績はない）。
- 2003年（平成15年）6月21日：5代目駅舎の使用開始[19] 。
- 2004年（平成16年）10月9日：駅舎外壁に大時計を設置[20]。
- 2007年（平成19年）10月1日：駅ナンバリングを実施[報道 1]。
- 2011年（平成23年）3月11日：東北地方太平洋沖地震（東日本大震災）に伴う津波により駅構内が冠水[21]。
- 2015年（平成27年）11月7日：指定席券売機導入。
- 2016年（平成28年）
  - 3月15日：商業ゾーンがリニューアルオープン[22][23]。
  - 3月26日：北海道新幹線開業に伴い、はこだてライナー運行開始。これに伴い新函館北斗駅方面への電車運行が開始された。また五稜郭駅を経由して当駅に乗り入れていた江差線が道南いさりび鉄道による道南いさりび鉄道線となり、これに伴い、当駅から本州方面へ直通する定期旅客列車は無くなり、再び道内完結列車のみの発着となった[注釈 1]。
- 2020年（令和2年）5月18日：隣接するホテル「JRイン函館」が開業[報道 2]。
- 2021年（令和3年）
  - 2月28日：ツインクルプラザ函館支店が閉店[報道 3][報道 4][注釈 2]。
  - 年度内：話せる券売機を導入[報道 6]。
- 2024年（令和6年）3月16日：ICカード「Kitaca」の利用が可能となる[報道 7][報道 8][報道 9]。

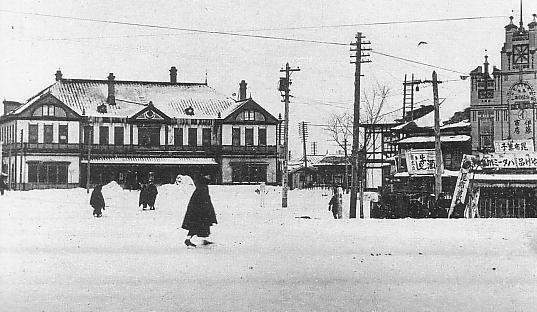
大正時代の駅舎
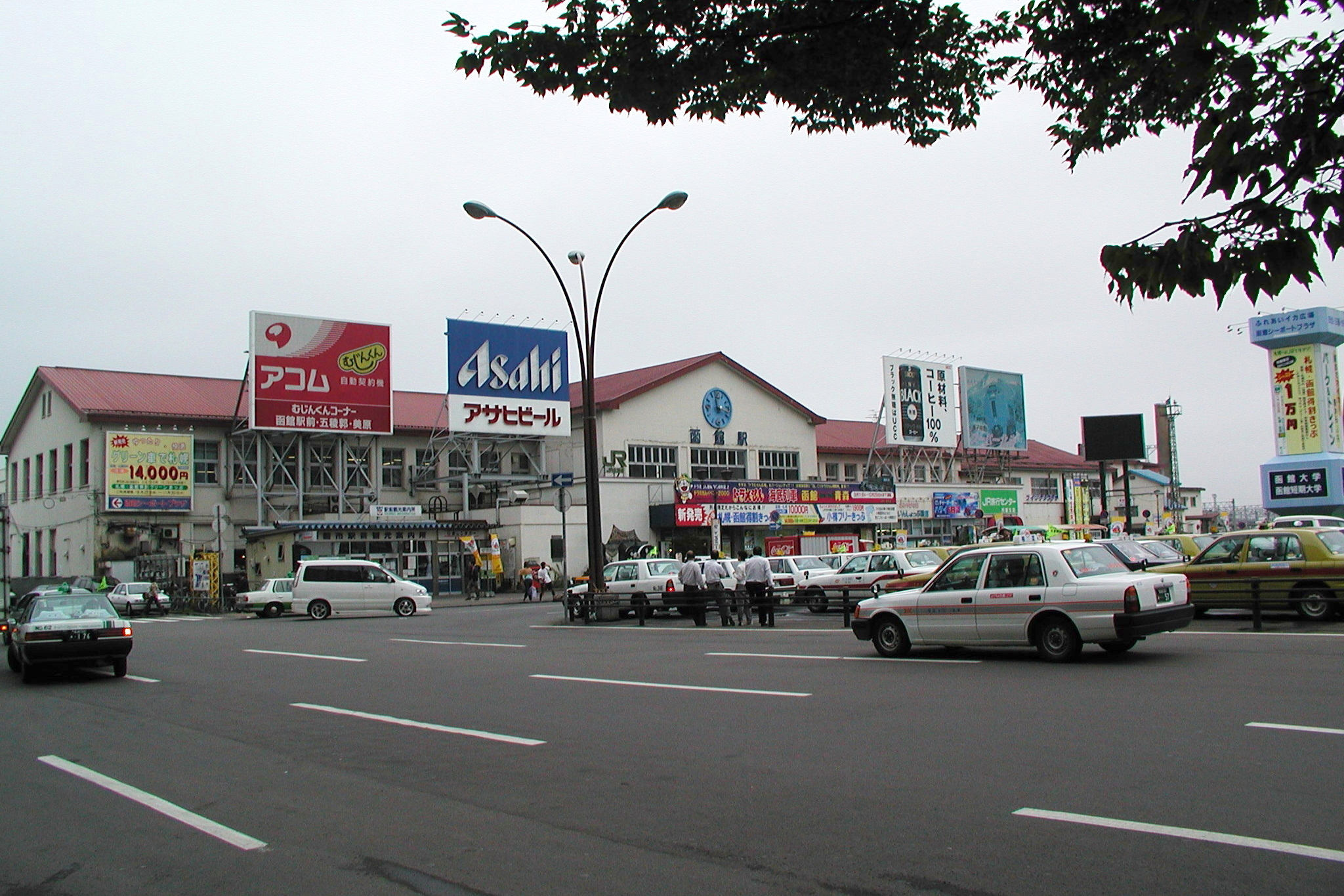
4代目駅舎（2000年9月）

### 駅構造
頭端式ホーム4面8線を有する地上駅。2003年（平成15年）に供用開始された5代目駅舎はデンマーク国鉄との共同作業により船舶をモチーフとしてデザインされ、4代目駅舎の西隣（駅正面から見て奥側）の旧0・1・2番線の跡地に建てられている。またホームと駅舎は、段差のないバリアフリー構造になっている。
駅舎1階にはみどりの窓口、JR線自動券売機、指定席券売機、話せる券売機、いさりび鉄道線連絡乗車券用自動券売機、自動改札機、北海道キヨスク「北海道四季彩館」、セブン-イレブン、函館市観光案内所がある。
駅舎2階には飲食ゾーン、クロネコヤマト宅配受付コーナー、図書館「いるか文庫」がある。

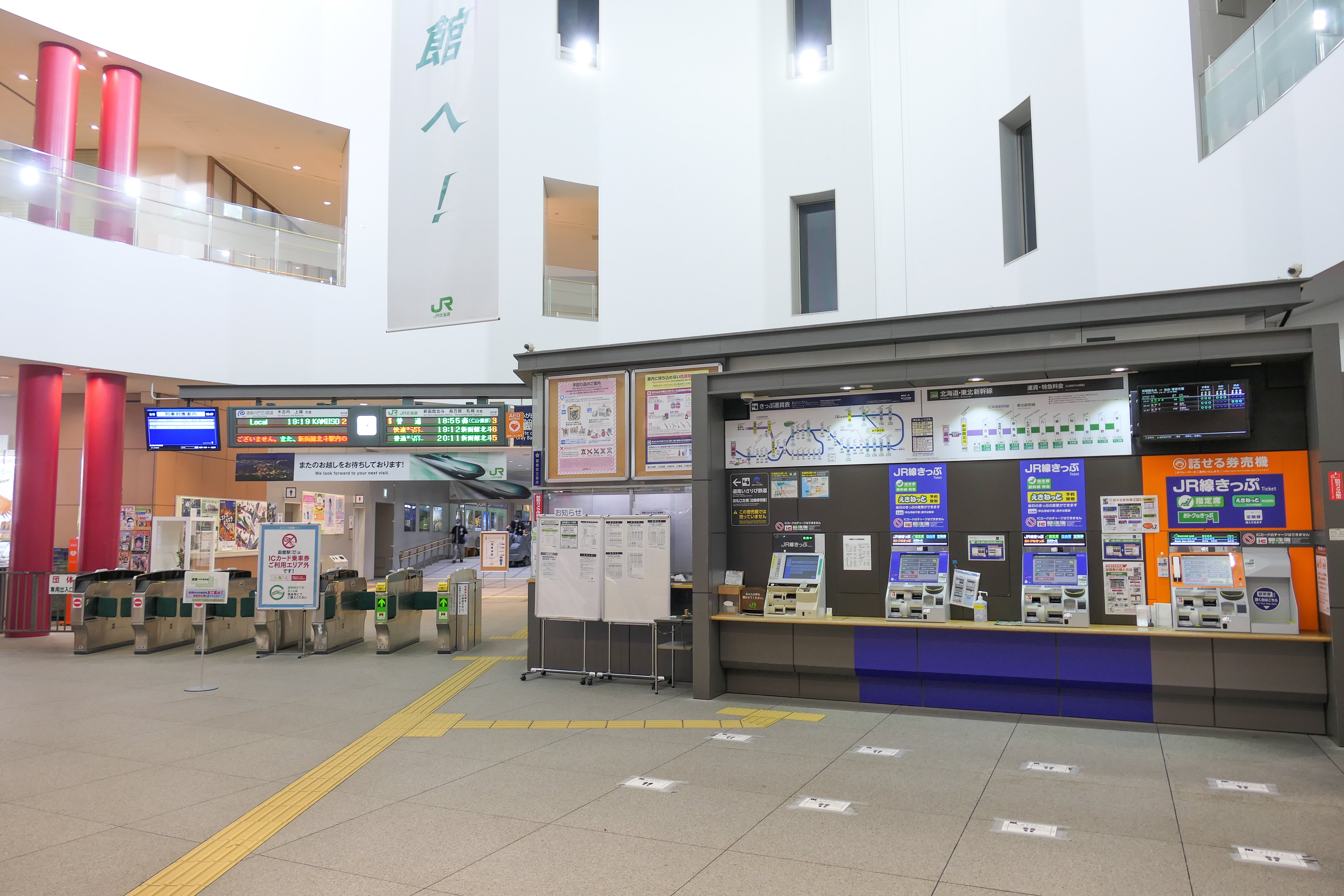
改札口と切符券売機（2022年9月）
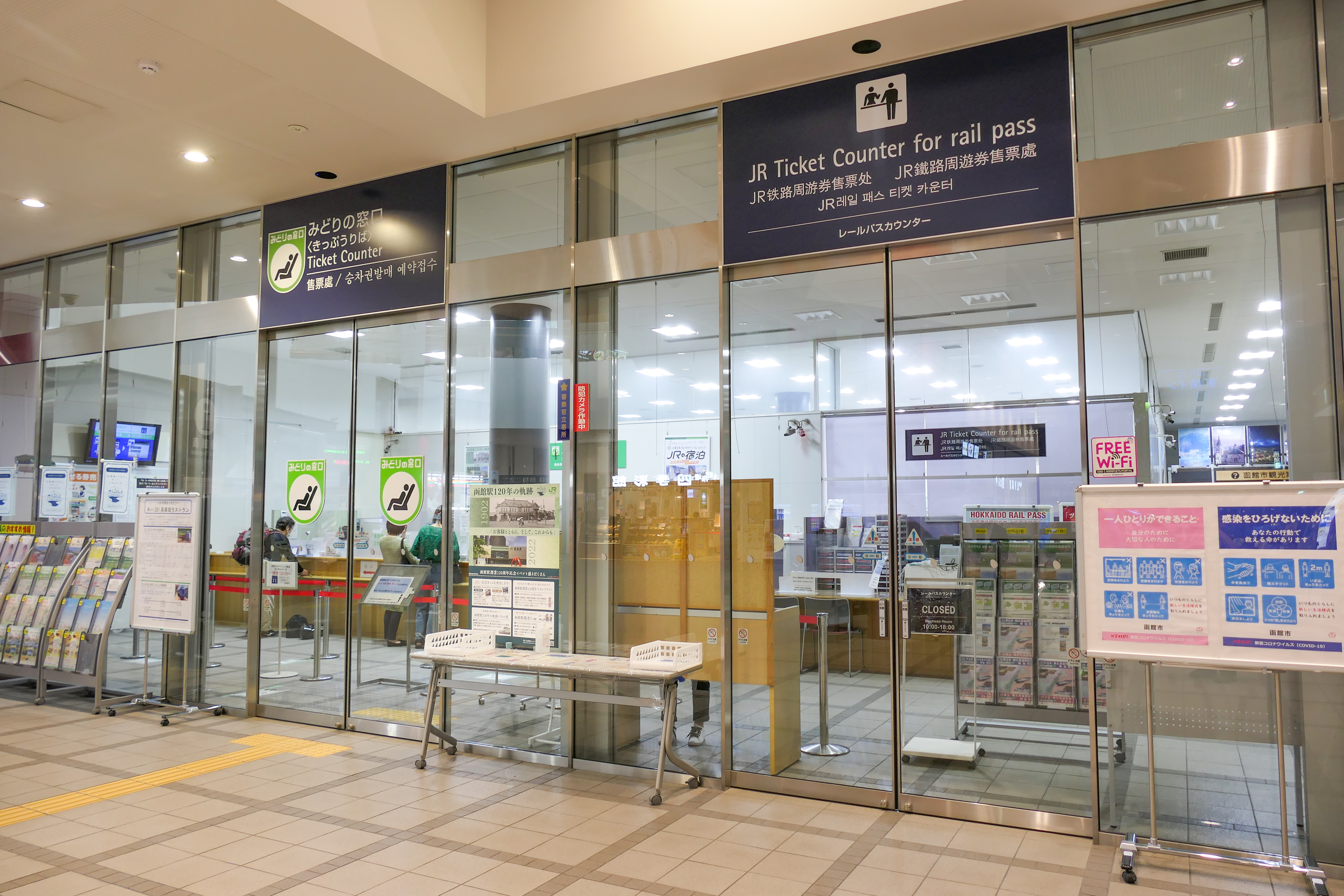
みどりの窓口（2022年9月）
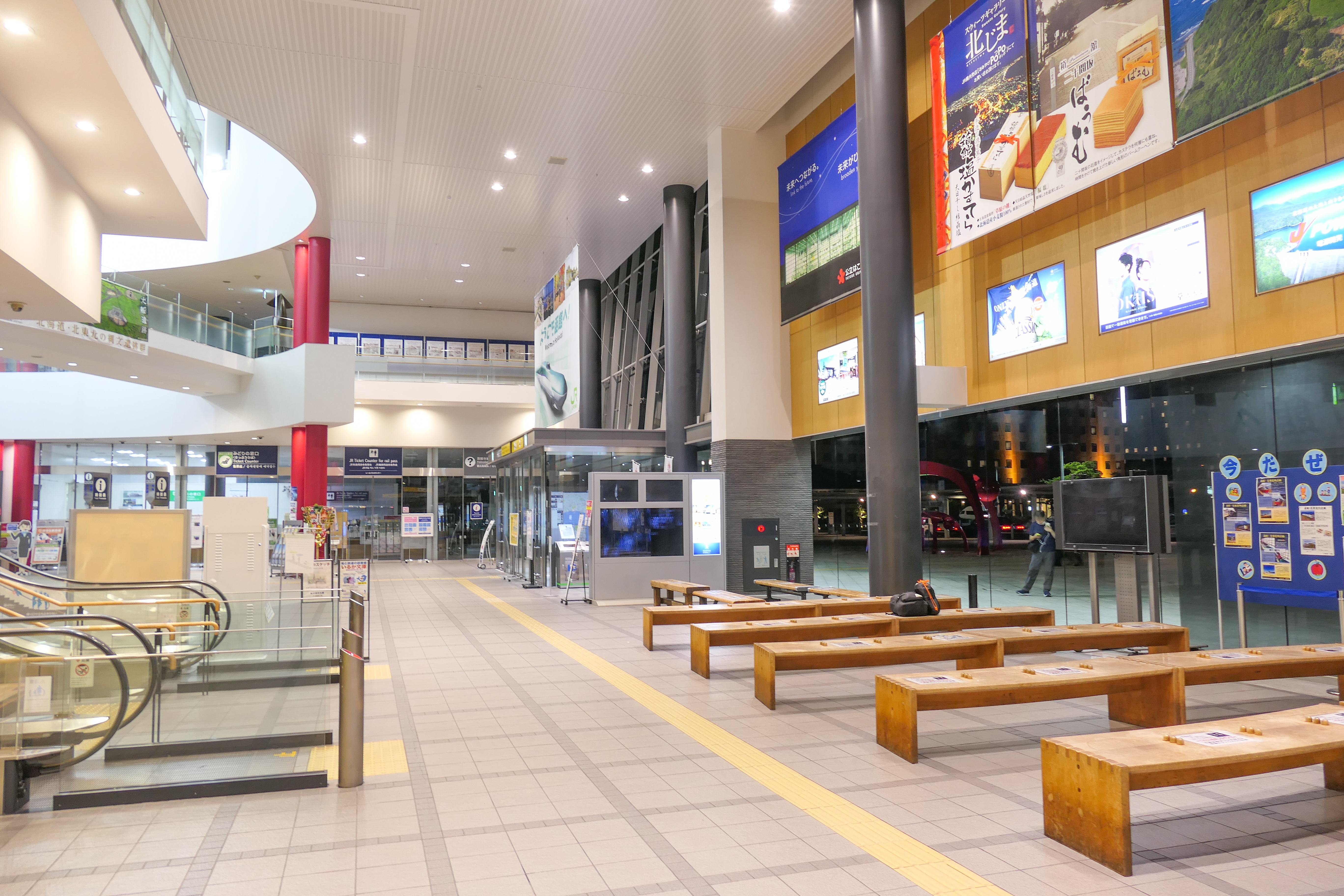
駅舎内観（2022年9月）
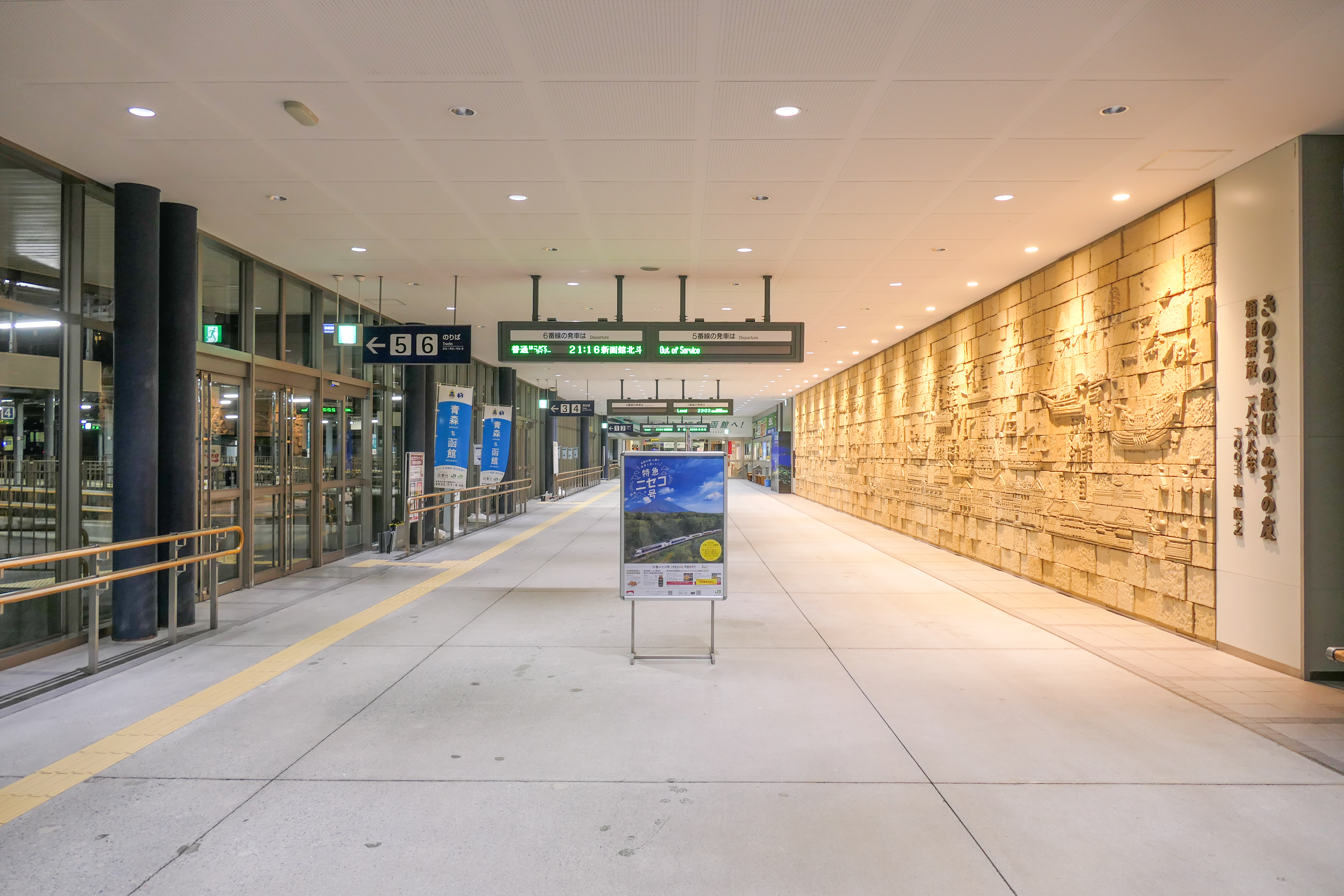
ホームへの連絡通路（2022年9月）

#### のりば
のりばを以下に示す。一時は6面11線となっていたが、新駅舎建設のため旧0・1・2番線を撤去し、旧3・4番線…を新1・2番線…とした。車止めがあり、0キロポストも見ることができる。
| のりば | 路線                | 行先                             | 備考                                                     |
| ------ | ------------------- | -------------------------------- | -------------------------------------------------------- |
| 1 - 4  | ■函館本線           | 七飯・大沼公園・森・長万部方面   | 普通列車 一部列車は5番線                                 |
| 1 - 4  | ■道南いさりび鉄道線 | 上磯・木古内方面                 | 普通列車 一部列車は5番線                                 |
| 5・6   | ■函館本線           | 五稜郭・七飯・新函館北斗方面     | はこだてライナー                                         |
| 7・8   | ■函館本線           | 長万部・東室蘭・苫小牧・札幌方面 | 特急「北斗」 主に7・8番線 臨時特急列車は4番線または8番線 |

- 1・2番線はホーム延長が短く、架線が張られていない（かつて旧3・4番線の頃は電化されていたが、新駅舎建設のため撤去された）。そのため函館本線・道南いさりび鉄道線の気動車普通列車のみ入線可能である。
- 8番線は機回しができる構造となっている。
- 青函連絡船が運航されていた頃は、ホームからさらに南西方向の岸壁まで貨客車の積み降ろし用の線路と乗り換え用の通路が延びていたが、連絡船の廃止後に全て撤去されて跡地は駐車場や道路のほか、若松埠頭（後述）に新設されたクルーズ客船専用の旅客ターミナル「函館クルーズターミナル」とバス駐車場・タクシー乗り場に転用された。またホームの位置も、全体的に北東方向に移動している。

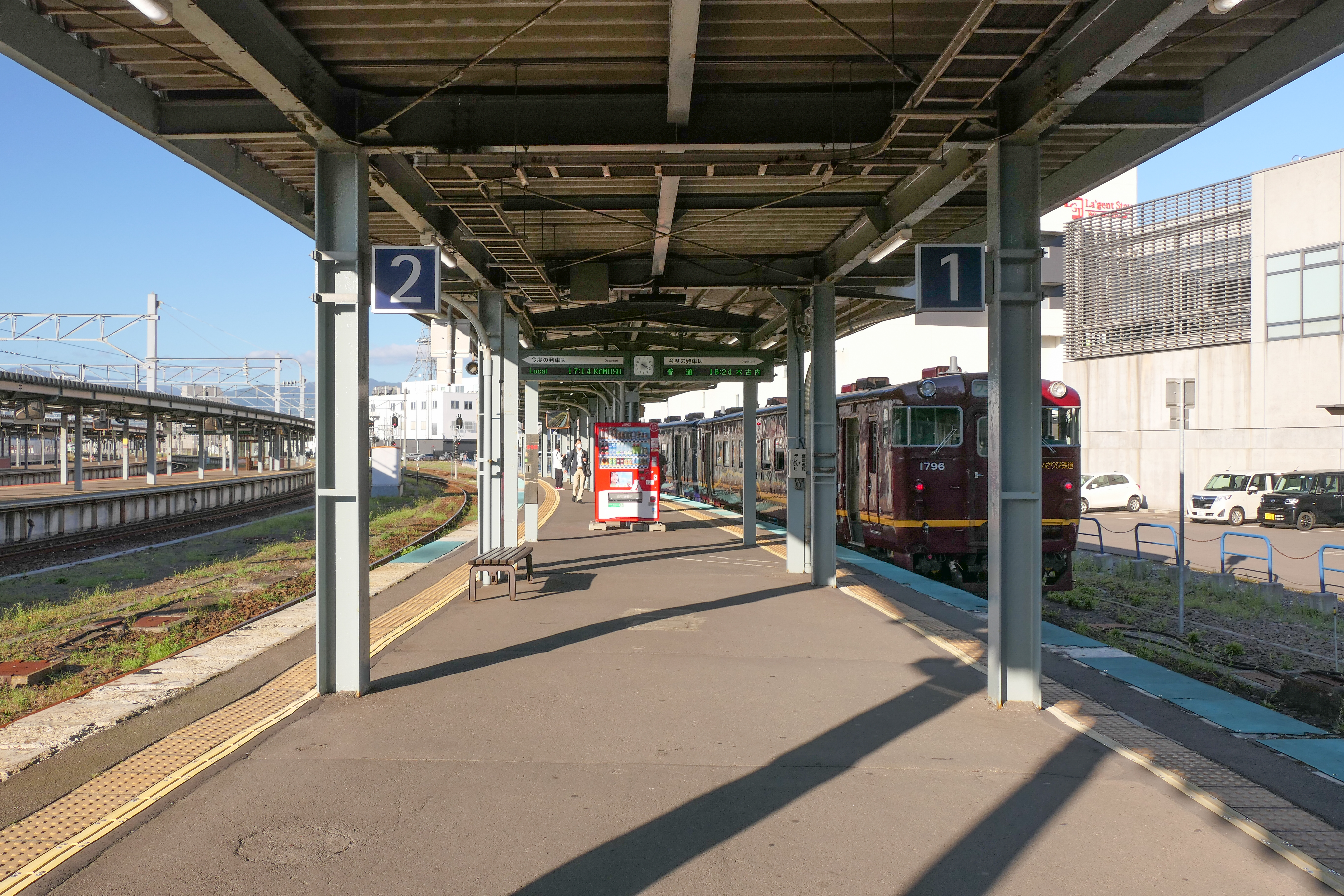
1・2番線ホーム（2022年9月）
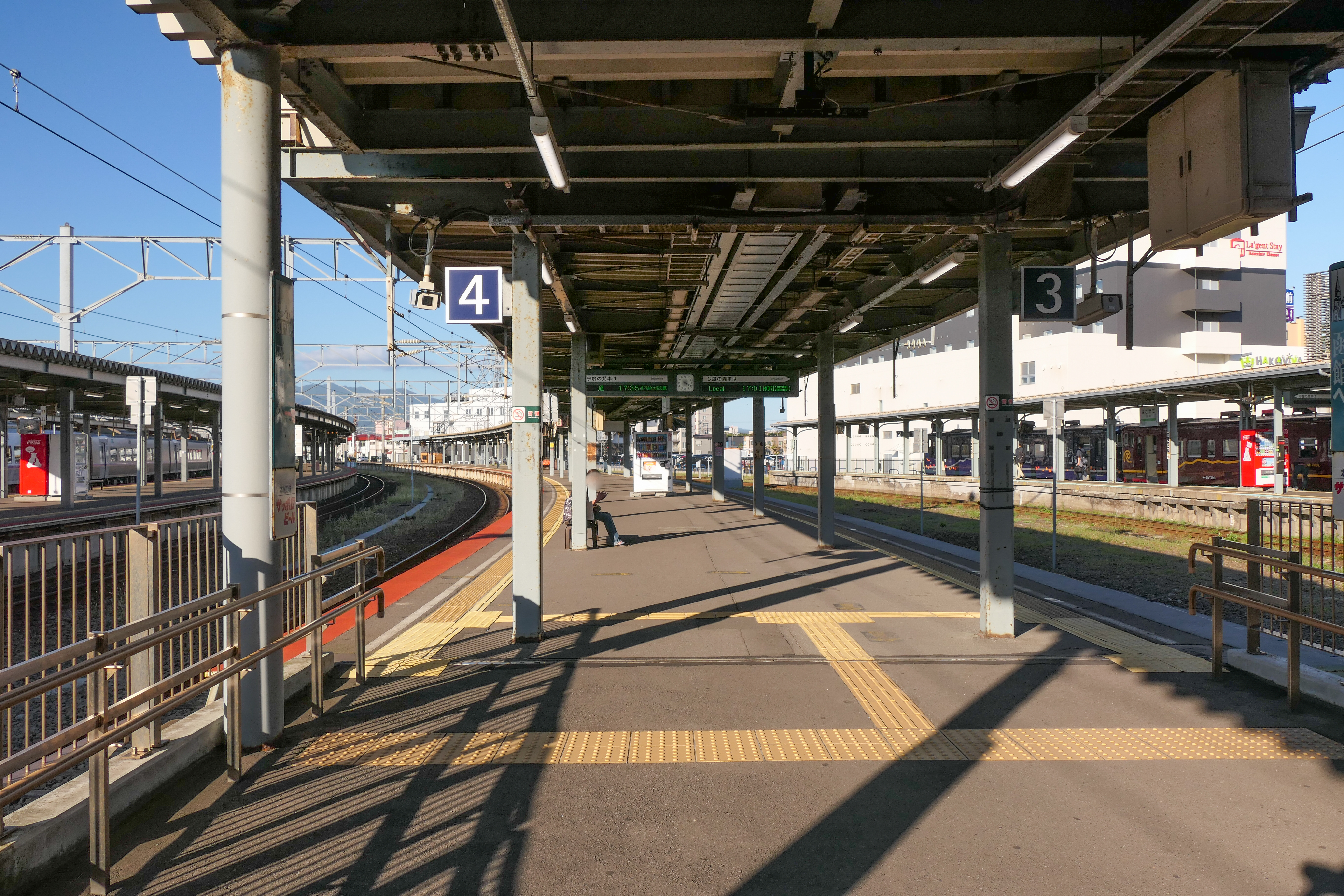
3・4番線ホーム（2022年9月）
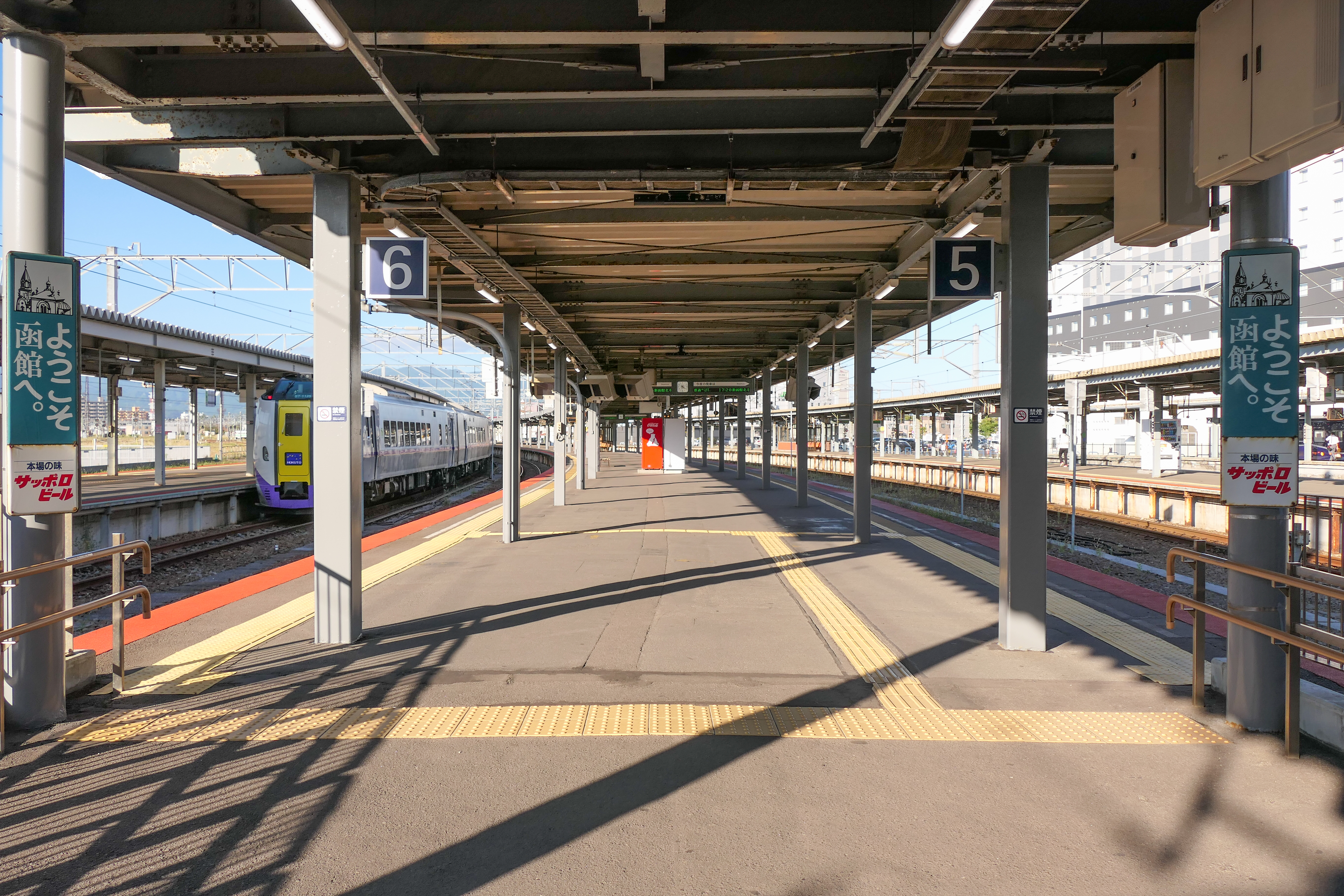
5・6番線ホーム（2022年9月）
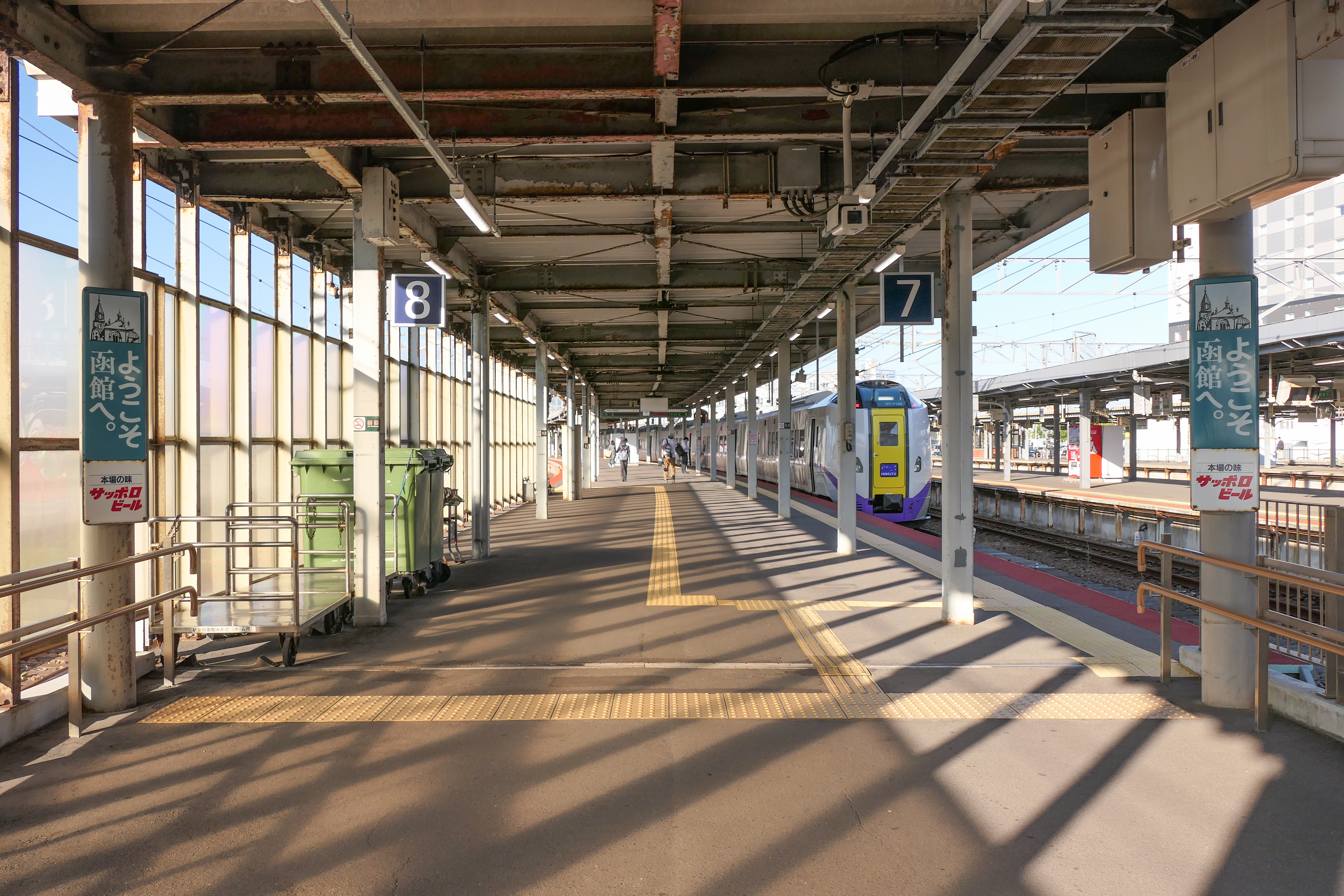
7・8番線ホーム（2022年9月）
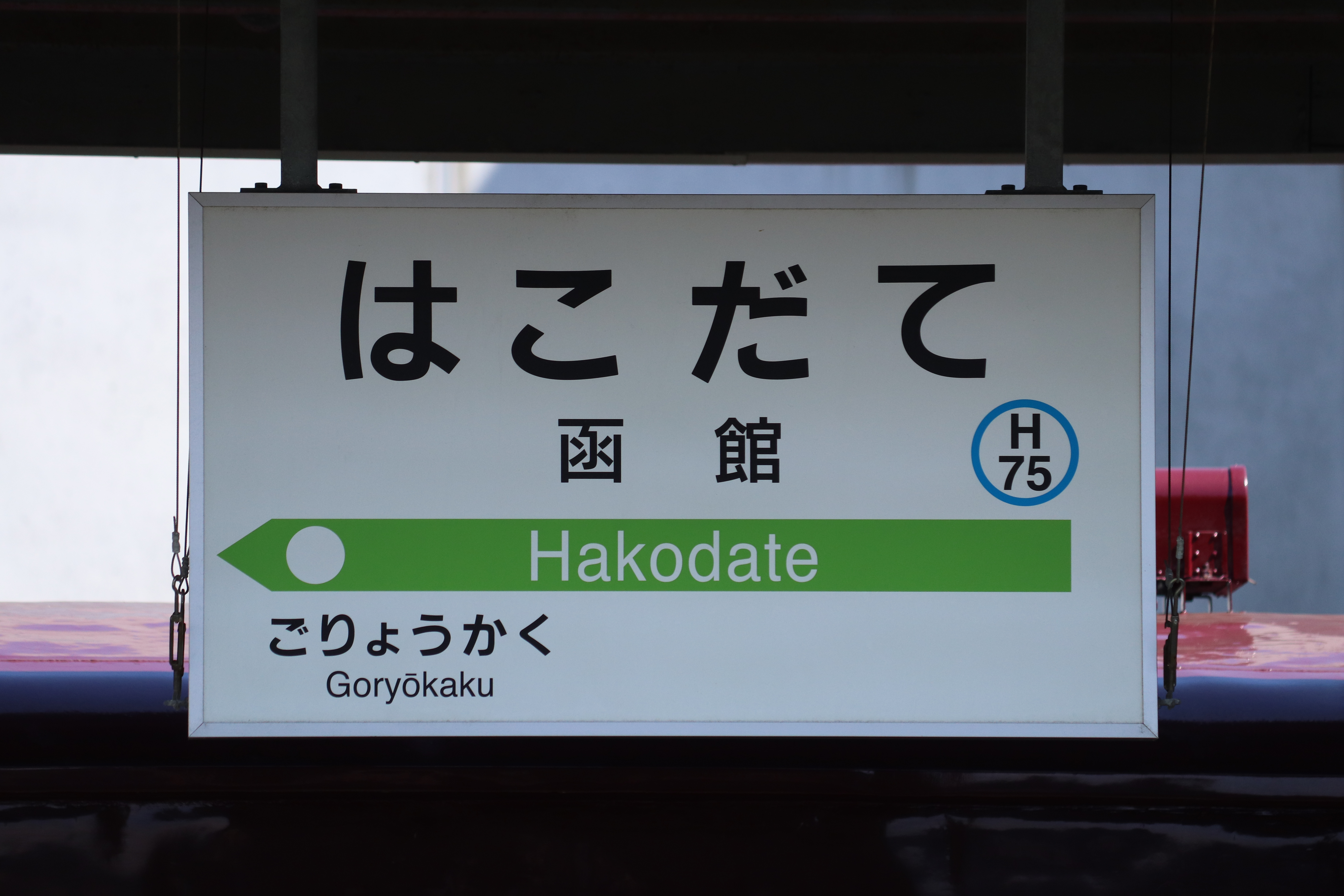
函館駅駅名標（2022年8月）

### 利用状況
乗車人員の推移は以下のとおり。年間の値のみ判明している年については、当該年度の日数で除した値を括弧書きで1日平均欄に示す。乗降人員のみが判明している場合は、1/2した値を括弧書きで記した。
また、「JR調査」については、当該の年度を最終年とする過去5年間の各調査日における平均である。
| 年度               | 乗車人員 | 乗車人員 | 乗車人員 | 出典          | 備考                 |
| 年度               | 年間     | 1日平均  | JR調査   | 出典          | 備考                 |
| ------------------ | -------- | -------- | -------- | ------------- | -------------------- |
| 1978年（昭和53年） |          | 7,550    |          | [ 28 ]        |                      |
| 2008年（平成20年） |          | 3,450    |          | [ 29 ]        |                      |
| 2009年（平成21年） |          | 3,240    |          | [ 29 ]        |                      |
| 2010年（平成22年） |          | 3,110    |          | [ 29 ]        |                      |
| 2011年（平成23年） |          | 3,070    |          | [ 30 ]        |                      |
| 2012年（平成24年） |          | 3,158    |          | [ 30 ]        |                      |
| 2013年（平成25年） |          | 3,077    |          | [ 30 ]        |                      |
| 2014年（平成26年） |          | 3,004    |          | [ 30 ]        |                      |
| 2015年（平成27年） |          | 3,115    |          | [ 30 ]        |                      |
| 2016年（平成28年） |          | 3,370    |          | [ 31 ]        |                      |
| 2017年（平成29年） |          | 3,344    | 3,299.6  | [ 32 ] [ 33 ] |                      |
| 2018年（平成30年） |          | 3,214    | 3,024.8  | [ 34 ] [ 35 ] |                      |
| 2019年（令和元年） |          | 3,189    |          | [ 36 ]        |                      |
| 2020年（令和02年） |          | 1,562    |          | [ 3 ]         | コロナ禍の影響による |

### 駅弁

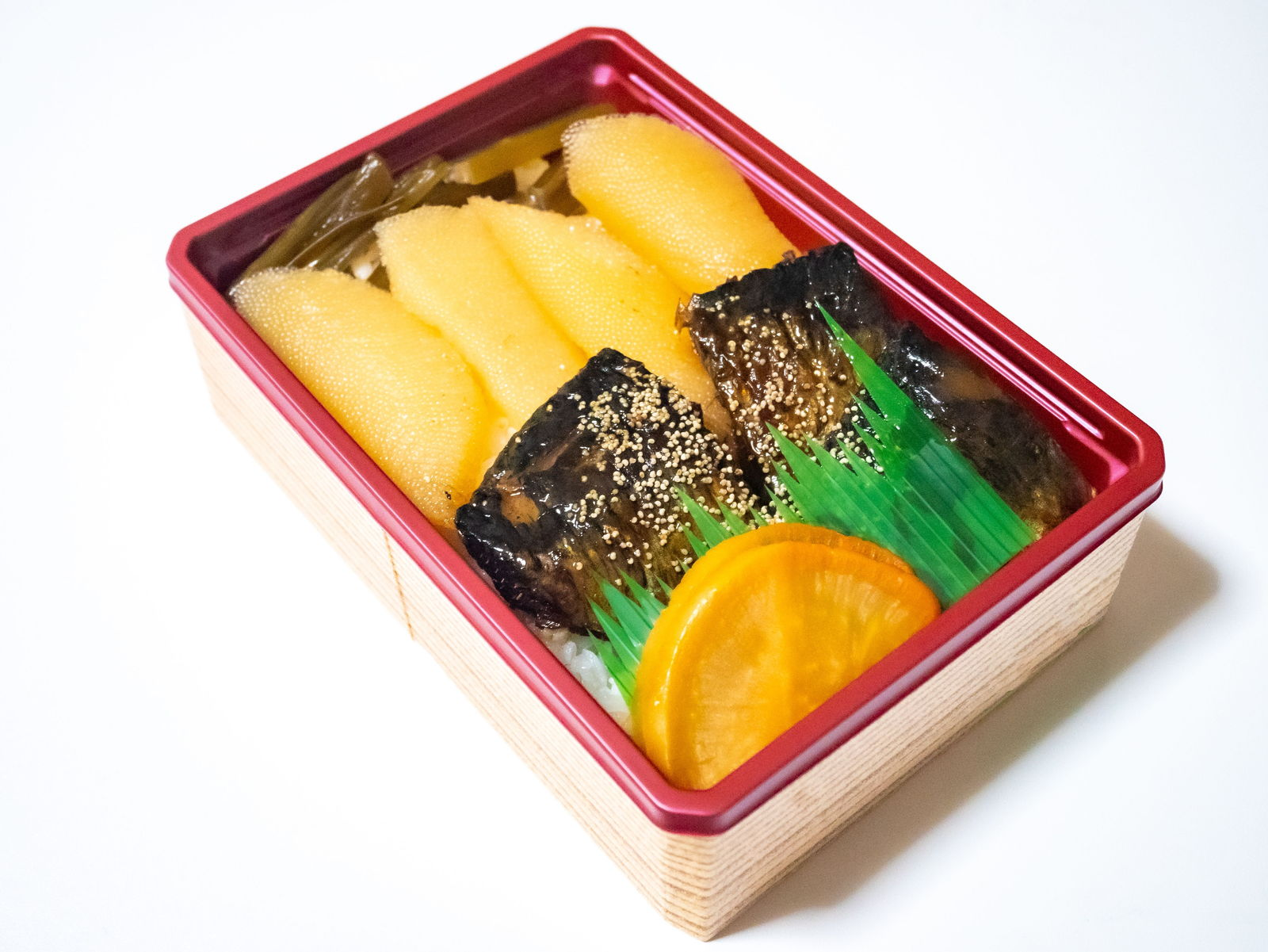
鰊みがき弁当
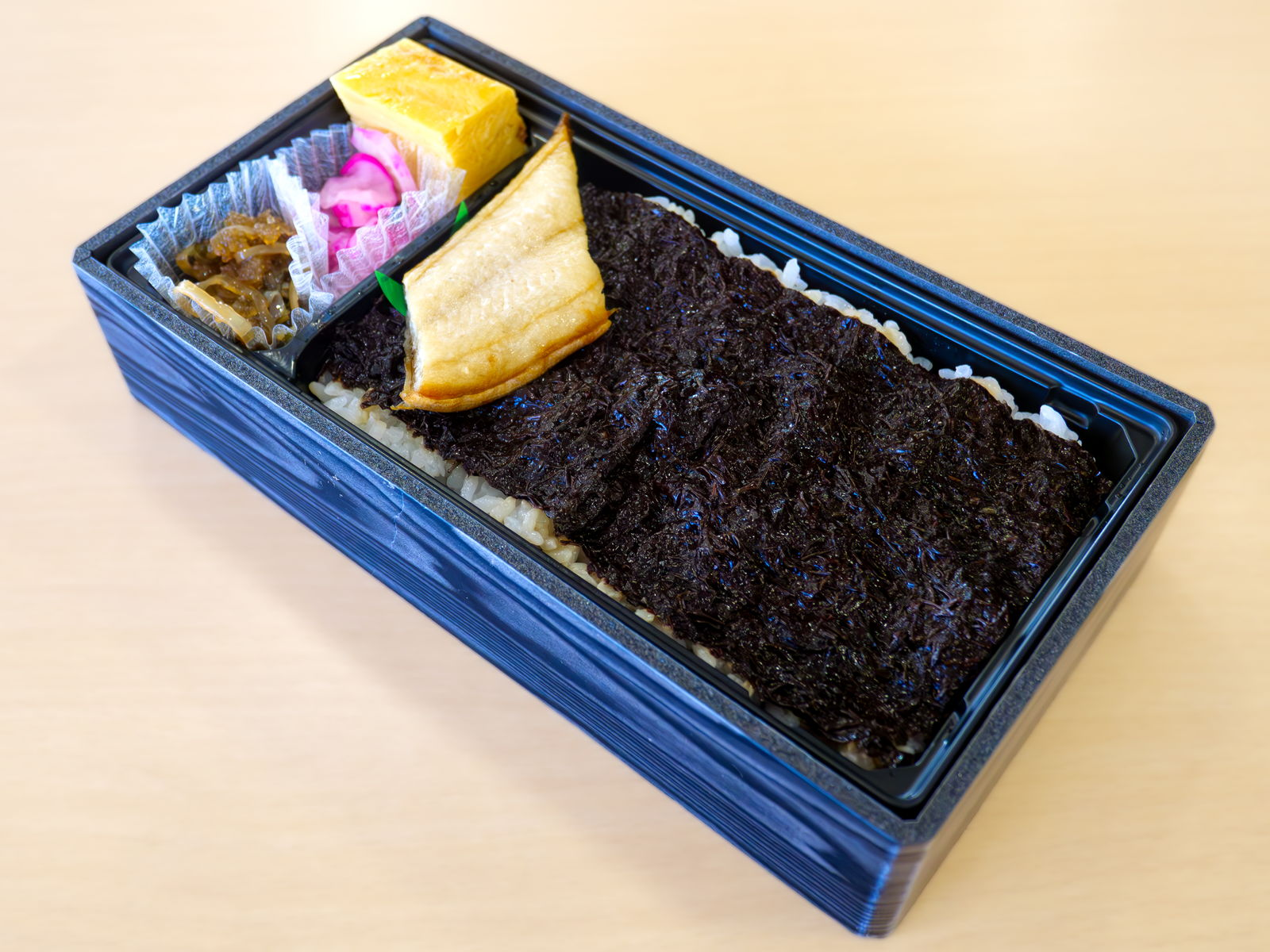
天然岩海苔二段弁当

主な駅弁は下記の通り。
- 北の駅弁屋さん
- 蝦夷ちらし
- 大沼べこ辨
- はこだて四季彩幕の内
- 貝の贔屓めし
- 北の家族弁当
- 鮭いくらごはん
- 山海贅沢ごはん
- 鰊みがき弁当
- みかどのかにめし
- 函館みかどのかにめし
- 豚わっぱ飯
- 天然岩海苔二段弁当

- 鰊みがき弁当
- 天然岩海苔二段弁当

## 函館市電 函館駅前停留場
函館市企業局交通部（函館市電）の函館駅前停留場は、JR函館駅の南東の道路上に位置する。駅番号はDY17。

### 乗り入れ路線
本線（十字街停留場方）と大森線（松風町停留場方）が乗り入れているが、両線は一体で運用され直通運転を行っているため、実用上では途中駅となっている。

### 歴史
- 1898年（明治31年）1月9日 - 亀函馬車鉄道（後の函館馬車鉄道）の鶴岡町停留場（現在の函館駅前停留場）が開業。
- 1911年（明治44年）10月1日 - 函館水電に事業継承。
- 1914年（大正3年）- 函館水電により電化。
- 1943年（昭和18年）
  - 2月3日 - 道南電気軌道に事業継承。
  - 11月1日 - 函館市役所交通局（後の函館市交通部）に事業継承。
- 1952年（昭和27年）10月1日 - 函館市交通局（公営企業）に事業継承。
- 1993年（平成5年）4月1日 - 「函館市交通事業健全化計画」に基づき、本線の一部（当停留場 - ガス会社前間）廃止[39]。
- 2004年（平成16年）-「函館駅前土地区画整理事業」に伴い停留場を移設[40]。
- 2011年（平成23年）4月1日 - 函館市交通局と水道局（現函館市企業局上下水道部）の統合により、函館市企業局交通部に事業継承。
- 2014年（平成26年）11月26日 - 「函館市中心市街地活性化基本計画」事業により全面改築した停留場の供用開始[41]。なお、同年6月24日から11月25日の工事期間中は、約50メートル市役所前停留場側に仮設停留場が設けられていた[42]。
- 2015年（平成27年）9月29日 - 新停留場が「グッドデザイン賞」受賞[新聞 2]。
- 2024年（令和6年）8月30日 - 湯の川方面行の乗車位置を7メートル後方に移動[43]。

### 停留場構造
相対式ホーム2面2線を有する地上駅。函館駅側のホームが湯の川方面行、その対面側のホームが函館どつく前・谷地頭方面行となっている。
松風町側の軌道敷内には、1968年（昭和43年）に函館東・北斗ライオンズクラブより寄贈された国道5号の起点を示す起点標が埋め込まれている。
市役所前側に渡り線（連絡線）が設置されており、湯の川行始発電車のほか増車や貸切電車の運行、および事故や故障発生時に使用する。
2003年（平成15年）7月、函館駅舎新築に伴う区画整理実施に伴い電停の位置が5メートル移動する事になったことから全面改装を実施し、上屋付きのバリアフリー構造となった。
観光客の増加により週末には乗車待ちの列が車道にまで伸びる状況となっていたため、2024年（令和6年）8月30日に湯の川方面行の乗車位置を7メートル後方に移動することとなった。

停留場付近の軌道敷内に設けられた、国道5号の起点標（2017年5月）
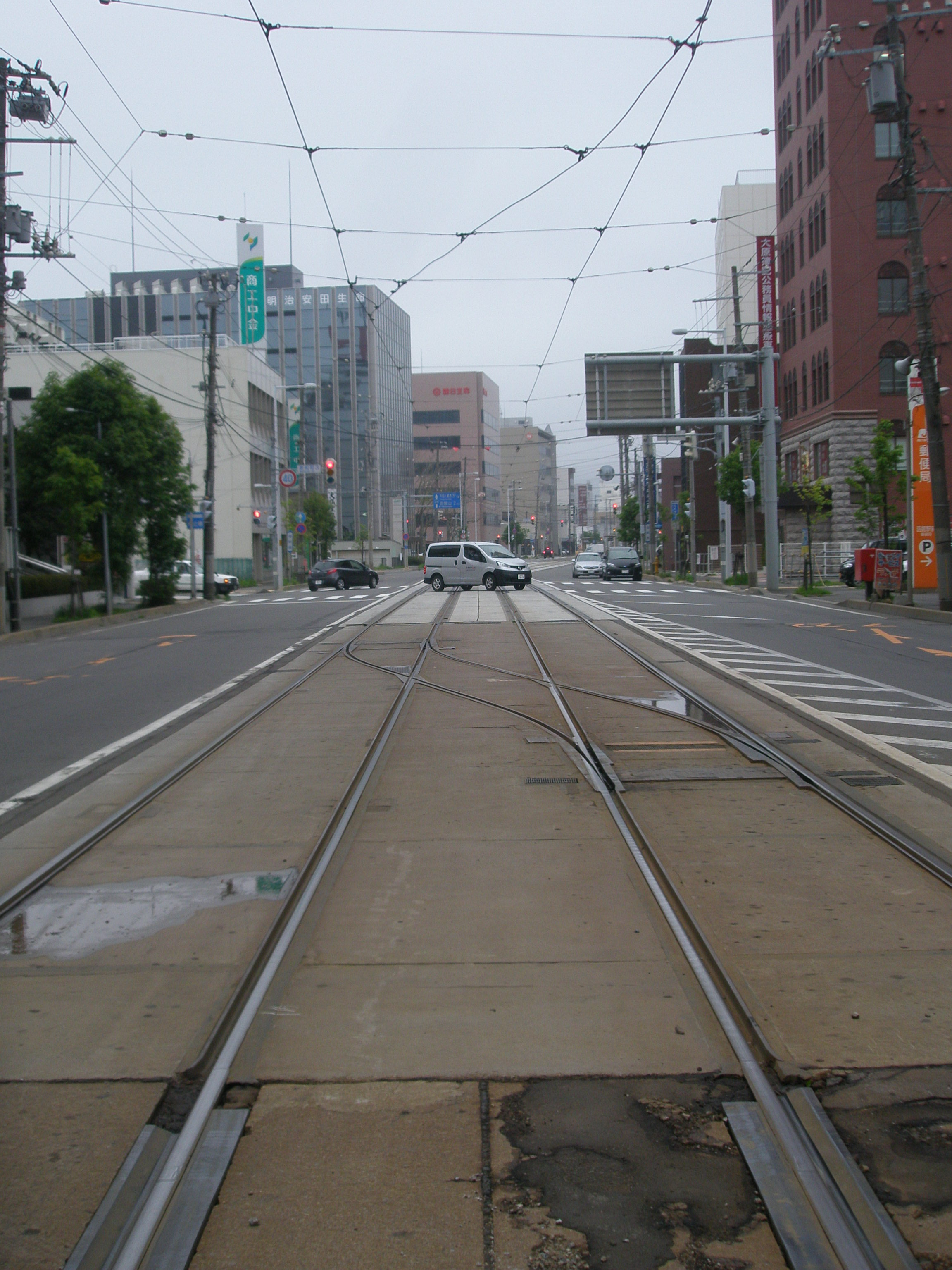
停留場付近に設置された渡り線（2017年5月）

## 駅周辺

### 道路および二次交通
函館駅前交差点は、国道5号・国道278号・国道279号・国道338号の起点になっている。金森赤レンガ倉庫まで車で約5分、函館山ロープウェイ山麓駅まで車で約7分、市電「十字街」下車後徒歩約10分、旧函館区公会堂まで車で約10分、市電「末広町」下車後徒歩約7分、五稜郭まで車で約15分、市電「五稜郭公園前」下車後徒歩約18分、湯の川温泉まで市電利用（「湯の川」下車）で約31分となっている。
函館市青函連絡船記念館摩周丸がある若松埠頭は旧第2岸壁に摩周丸が設置されているほか、摩周丸を囲うように新たなクルーズ客船の専用岸壁を設置・整備しており、連絡船乗り場の跡地を活用した専用の旅客ターミナル「函館クルーズターミナル」と共に2022年（令和4年）から供用している。

### 駅前の土地利用
函館駅周辺は交通や商業、業務の中心として発展してきたが、昭和50年代から人口が旧函館市内の東部や北部へ移動したため、商業や業務核の分散が進んで都市機能の低下を招いてきた。このため、1994年度（平成6年度）に函館駅周辺30ヘクタールを対象とした「函館駅周辺整備構想」を策定、1998年度（平成10年度）から2004年度（平成16年度）までに函館駅周辺9.8ヘクタールの土地区画整理事業「函館駅前土地区画整理事業」を行った。また、駅前の和光ビル跡地は「函館駅前若松地区第一種市街地再開発事業」により、キラリス函館となった。「函館駅前市有地等整備事業」は一度事業者が決定して計画を進めていたが白紙となり、再公募して新たな事業者を決定し、複合商業施設のハコビバ（HAKOVIVA）となった。
- 北海道旅客鉄道函館支社
- 道南いさりび鉄道本社
- 函館駅前観光案内所（JR北海道 函館駅構内）

- 市電・バス乗車券の委託販売店を兼ねている
- 函館駅前バス案内所

- 市電・バス乗車券とICASnimocaを取り扱っている
- 函館朝市
- 函館市青函連絡船記念館摩周丸

- 市電・バス乗車券の委託販売店を兼ねている
- ハコビバ（HAKOVIVA）
  - ラ・ジェント・ステイ函館駅前
- プレミアホテル -CABIN PRESIDENT- 函館

- 市電・バス乗車券の委託販売店を兼ねている
- ホテルルートイングランティア函館駅前
- JRイン函館[報道 2]
- 函館 ホテル駅前
- ホテルソウルガーデン函館
- ホテルWBF函館 海神の湯
- ホテルテトラ函館駅前
- スマイルホテル函館

- 市電・バス乗車券の委託販売店を兼ねている
- ユニゾインエクスプレス函館駅前
- コンフォートホテル函館
- ホテルリソル函館

- 市電・バス乗車券の委託販売店を兼ねている
- アパホテル〈函館駅前〉
- ホテルニューオーテ
  - ラッキーピエロ函館駅前店
- 東横INN函館駅前朝市
- HAKODATE 男爵倶楽部 HOTEL&RESORTS

- 市電・バス乗車券の委託販売店を兼ねている
- センチュリーマリーナ函館

- 市電・バス乗車券の委託販売店を兼ねている
- 函館国際ホテル

- 市電1日乗車券の委託販売店を兼ねている
- キラリス函館
  - 北海道銀行 函館駅前支店
  - 北陸銀行 函館支店
  - ファミリーマートキラリス函館店

- 市電1日乗車券の委託販売店を兼ねている
- 函館駅前ビル（旧「棒二森屋」アネックス館、2022年1月31日閉館[60]）
- 北洋銀行 函館中央支店
- 商工組合中央金庫函館支店
- 函館駅前郵便局
- 函館商工会議所
- 函館西警察署函館駅前交番
- マックスバリュ若松店

## バス
「函館駅前」停留所・「棒二森屋前」停留所が函館市企業局交通部運営の函館市電 - 函館バス間の乗継指定停留所となっている。

## 隣の駅
北海道旅客鉄道（JR北海道）
■函館本線・■道南いさりび鉄道線（五稜郭駅 - 当駅間JR函館本線乗り入れ）

函館駅 (H75) - *亀田駅 - 五稜郭駅 (H74)
*打消線は廃駅（廃止時点では五稜郭駅は未開業）

函館市企業局交通部（函館市電）
本線
函館駅前停留場 (DY17) - 市役所前停留場 (DY18)
大森線
松風町停留場 (DY16) - 函館駅前停留場 (DY17)

### 廃止路線
北海道旅客鉄道（JR北海道）
青函航路（青函連絡船）
青森駅 - 函館駅
函館市交通局
本線
函館駅前停留場 - 若松町停留場